# Psychotria spathacea
Psychotria spathacea är en måreväxtart som först beskrevs av William Philip Hiern, och fick sitt nu gällande namn av Bernard Verdcourt. Psychotria spathacea ingår i släktet Psychotria och familjen måreväxter. Inga underarter finns listade i Catalogue of Life.